# 帕塞斯利斯修道院

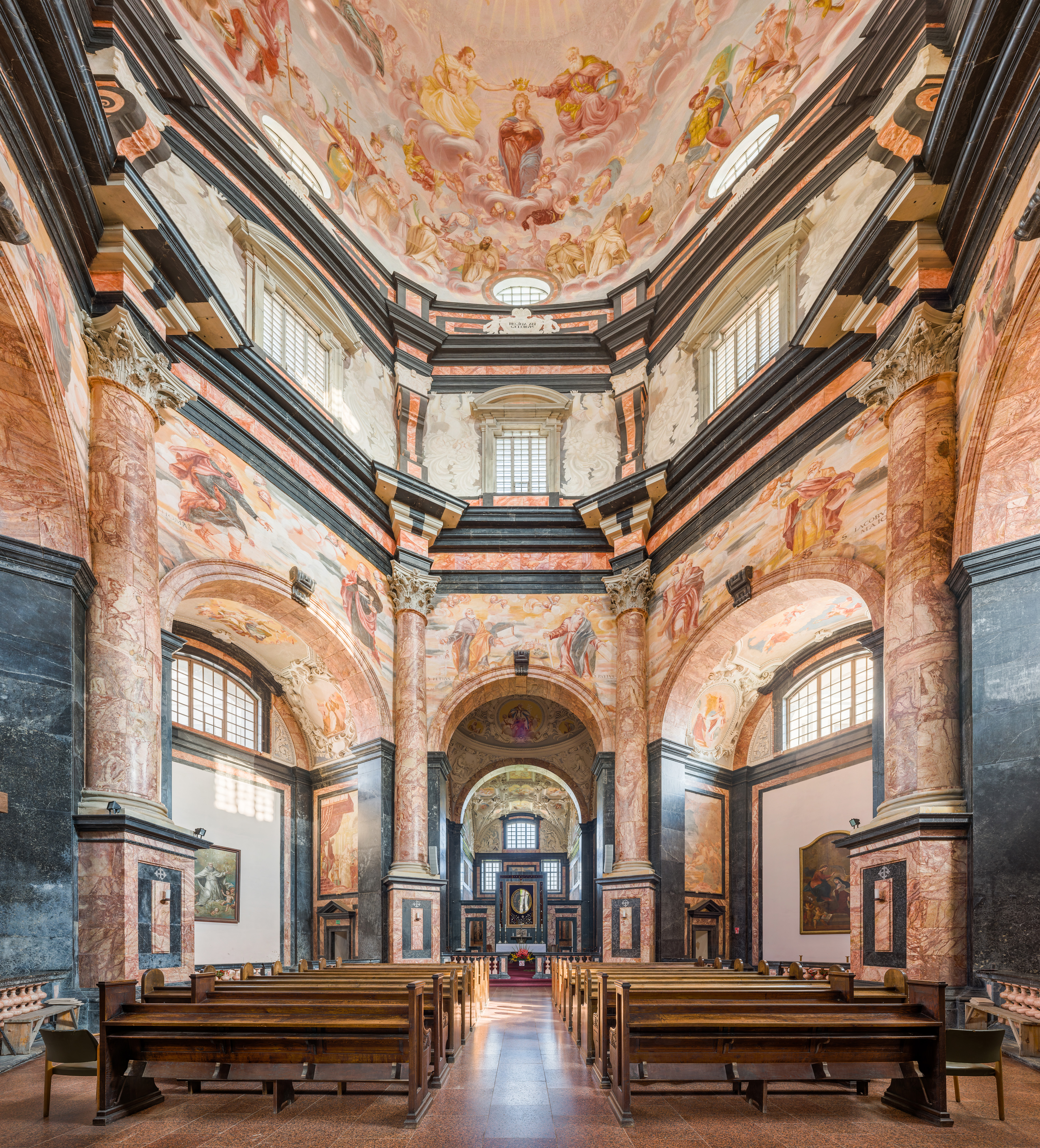

帕塞斯利斯修道院是立陶宛最大的修道院，也是立陶宛最大的義大利巴洛克式建築。帕塞斯利斯修道院始建於1662年。

## 外部連結
- Laima Sinkunaite, The Pazaislis Monastery — A Baroque Pearl in Bridges journal, March 1999.
- Pažaislis Music Festival Official website.

54°52′34″N 24°01′19″E / 54.876°N 24.022°E